# Unabhängigkeitsreferendum in Kroatien 1991

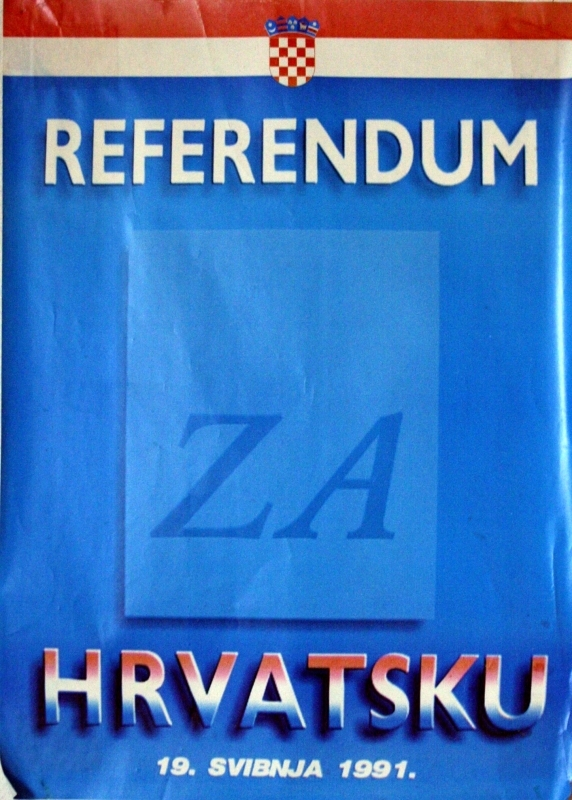
Plakat mit der Aufschrift: „Referendum für Kroatien 19. Mai 1991“. Das mittlere Kärtchen mit der Aufschrift „ZA“ (Deutsch: „FÜR“ bzw. „JA“), symbolisiert eine der blauen Wahlkarten, die die Referendumsfrage über die Unabhängigkeit Kroatiens beinhielten.

Das Unabhängigkeitsreferendum in Kroatien wurde am 19. Mai 1991 abgehalten, bei dem über die Unabhängigkeit Kroatiens von Jugoslawien abgestimmt wurde. Den Wählern wurden zwei mit „Dafür“ oder „Dagegen“ zu beantwortende Fragen gestellt. Das Referendum fand nur ein Jahr nach den ersten Mehrparteienwahlen in Kroatien statt.
Bei einer Wahlbeteiligung von 83,56 Prozent stimmten insgesamt 93,24 Prozent der Wähler für die staatliche Unabhängigkeit Kroatiens und 5,38 Prozent sprachen sich für den Verbleib in Jugoslawien aus. Daraufhin erklärte die Republik Kroatien, zusammen mit der Republik Slowenien, am 25. Juni 1991 die Unabhängigkeit von der Sozialistischen Föderativen Republik Jugoslawien. Es wurde jedoch ein dreimonatiges Moratorium für die Entscheidung eingeführt, als die Europäische Gemeinschaft und die Konferenz über Sicherheit und Zusammenarbeit in Europa im Rahmen des Brioni-Abkommens dazu aufforderten. Der Krieg in Kroatien eskalierte während des Moratoriums und am 8. Oktober 1991 beendete das kroatische Parlament alle verbleibenden Beziehungen zu Jugoslawien.
Im Jahr 1992 gewährten die Länder der Europäischen Wirtschaftsgemeinschaft Kroatien die diplomatische Anerkennung und Kroatien wurde in die Organisation der Vereinten Nationen aufgenommen.

## Hintergrund

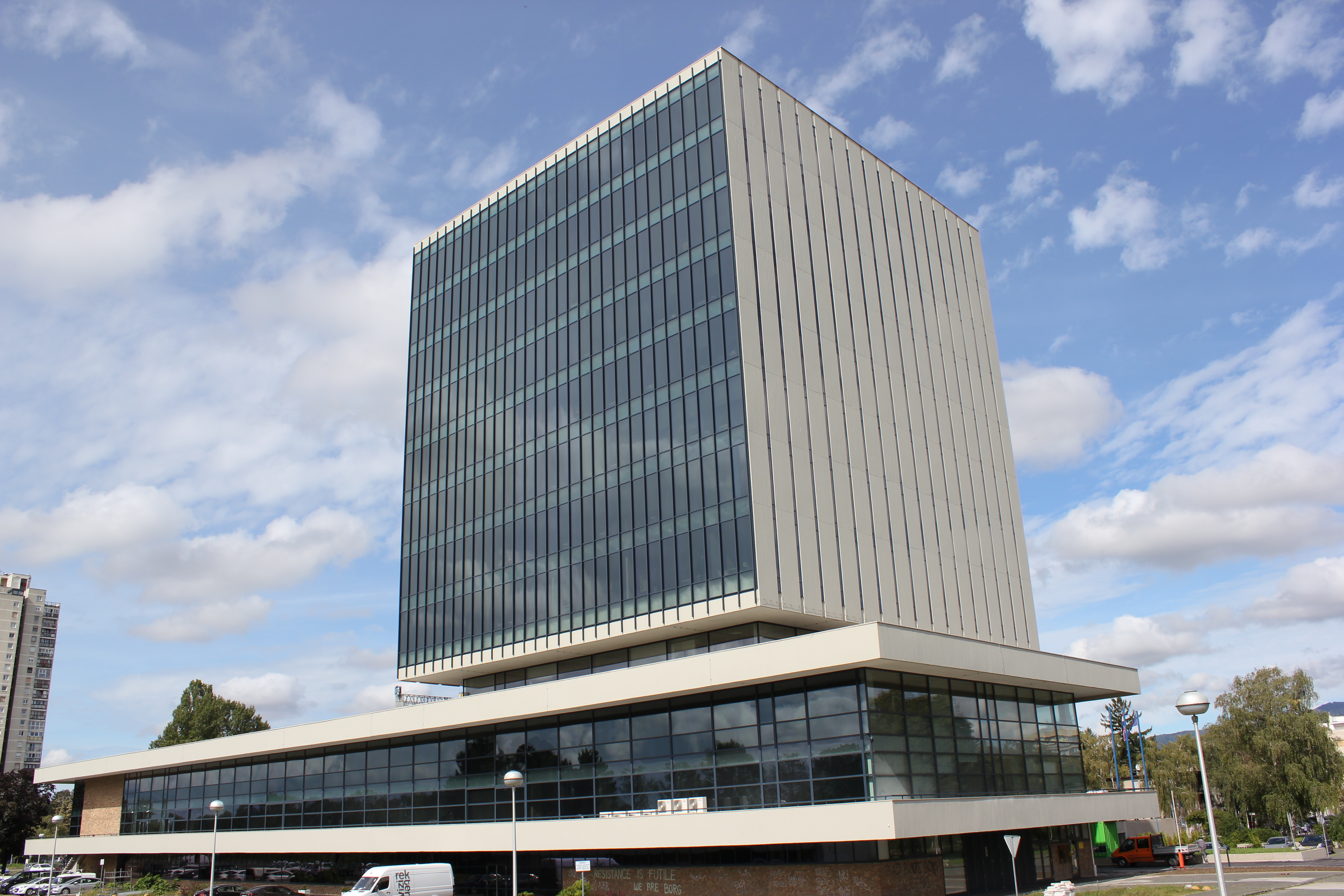
Die „Kockica“ (Deutsch: Würfelchen) in Zagreb, der damalige Sitz des Zentralkomitees des Bundes der Kommunisten Kroatiens

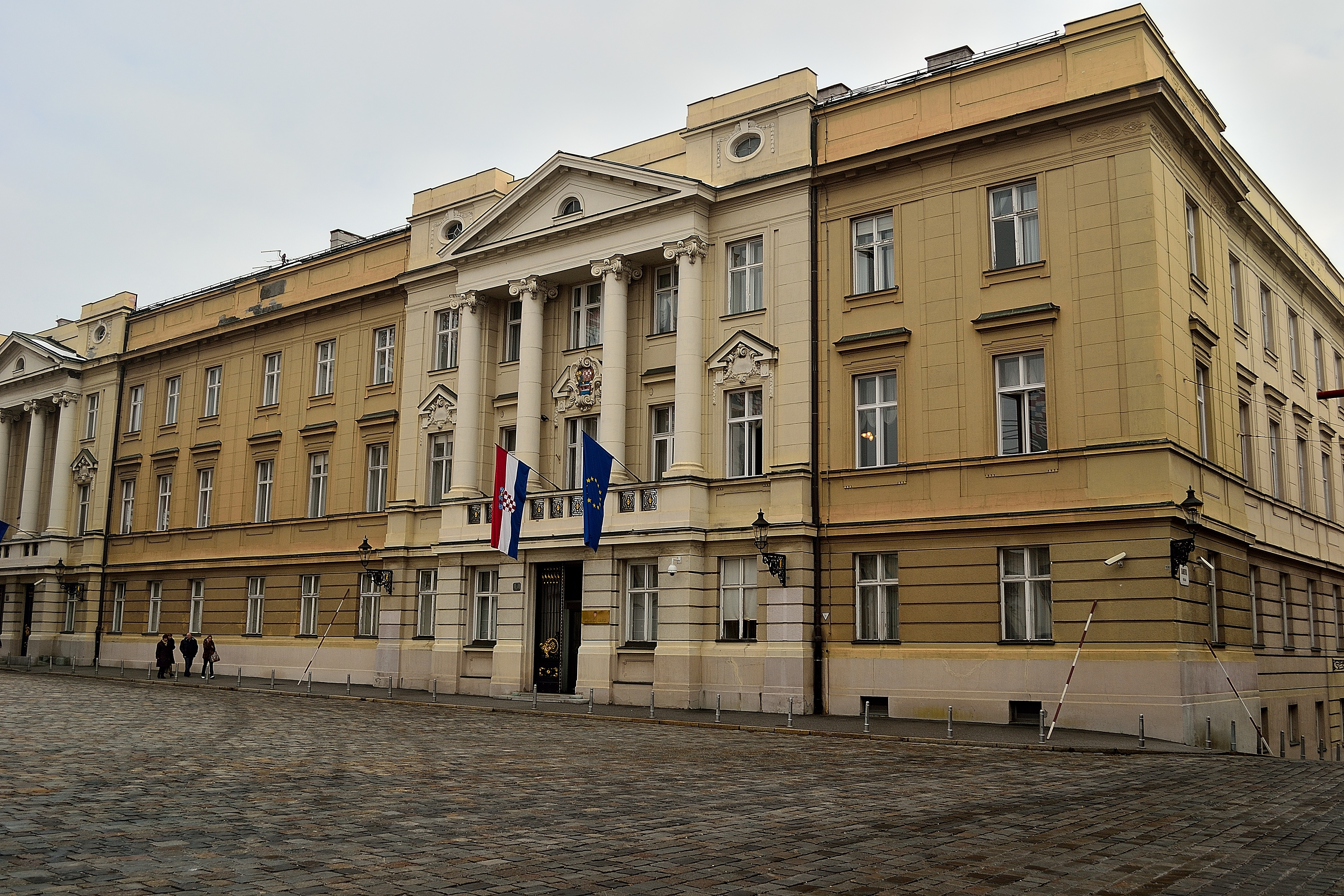
Haupteingang des kroatischen Parlaments

### Kroatien nach dem Zweiten Weltkrieg
Nach dem Zweiten Weltkrieg erhielt Kroatien den Status einer „sozialistischen Republik“ im Einparteienstaat SFR Jugoslawien. Die Sozialistische Republik Kroatien wurde, bis zum Fall des Kommunismus in Jugoslawien, von dem Bund der Kommunisten Kroatiens (Teil des BdKJ) regiert und hatte ein gewisses Maß an Autonomie innerhalb der jugoslawischen sozialistischen Föderation.

### Deklaration über die kroatische Schriftsprache und Kroatischer Frühling
Im Jahr 1967 veröffentlichte eine Gruppe kroatischer Autoren und Linguisten die Deklaration über die Bezeichnung und Stellung der kroatischen Schriftsprache und forderte eine größere Autonomie der kroatischen Sprache. Die Erklärung trug zu einer nationalen Bewegung bei, die sich für mehr Bürgerrechte und eine Dezentralisierung der jugoslawischen Wirtschaft einsetzte. Diese Bewegung gipfelte sich im Jahr 1971 mit dem Kroatischen Frühling, von Gegnern als „MASPOK“ (Kürzel für masovni pokret, dt. „Massenbewegung“) bezeichnet, der von der jugoslawischen Führung unterdrückt wurde.
Die vierte und letzte Verfassung Jugoslawiens, welche mit dem 21. Februar 1974 in Kraft trat, stärkte die Autonomie der föderalen Einheiten, erfüllte somit im Wesentlichen ein Ziel des Kroatischen Frühlings und bietet eine Rechtsgrundlage für die Unabhängigkeit der föderalen Teilrepubliken.

### Zerfall Jugoslawiens
Nach dem Tod des jugoslawischen Präsidenten Josip Broz Tito, verschlechterte sich die politische und wirtschaftliche Situation in Jugoslawien im Laufe der 1980er Jahre. Die ethnischen Spannungen wurden durch das serbische SANU-Memorandum von 1986 und die von dem serbischen Machthaber Slobodan Milošević inszenierten Großdemonstrationen von 1989 in der Vojvodina, dem Kosovo und in Montenegro verstärkt. Im Januar 1990 zersplitterte der Bund der Kommunisten Jugoslawiens nach nationalen Gesichtspunkten und die kroatische Fraktion forderte eine lockerere Föderation. Im selben Jahr fanden in Kroatien die ersten Mehrparteienwahlen statt, wobei der Sieg von Franjo Tuđman (HDZ) zu weiteren nationalistischen Spannungen führte. Die kroatischen Politiker serbischer Abstammung boykottierten den Sabor, die kroatischen Serben übernahmen die Kontrolle über die von Serben bewohnten Gegenden Kroatiens, errichteten im Zuge der sogenannten „Baumstammrevolution“ Straßensperren und stimmten für eine Autonomie dieser Gebiete. Die „Serbischen Autonomen Oblaste“ (kurz SAO) schlossen sich kurz darauf zu einem international nicht-anerkannten De-facto-Regime unter dem Namen Republik Serbische Krajina (RSK) zusammen, mit der Absicht einer späteren Abspaltung von Kroatien.

## Referendum

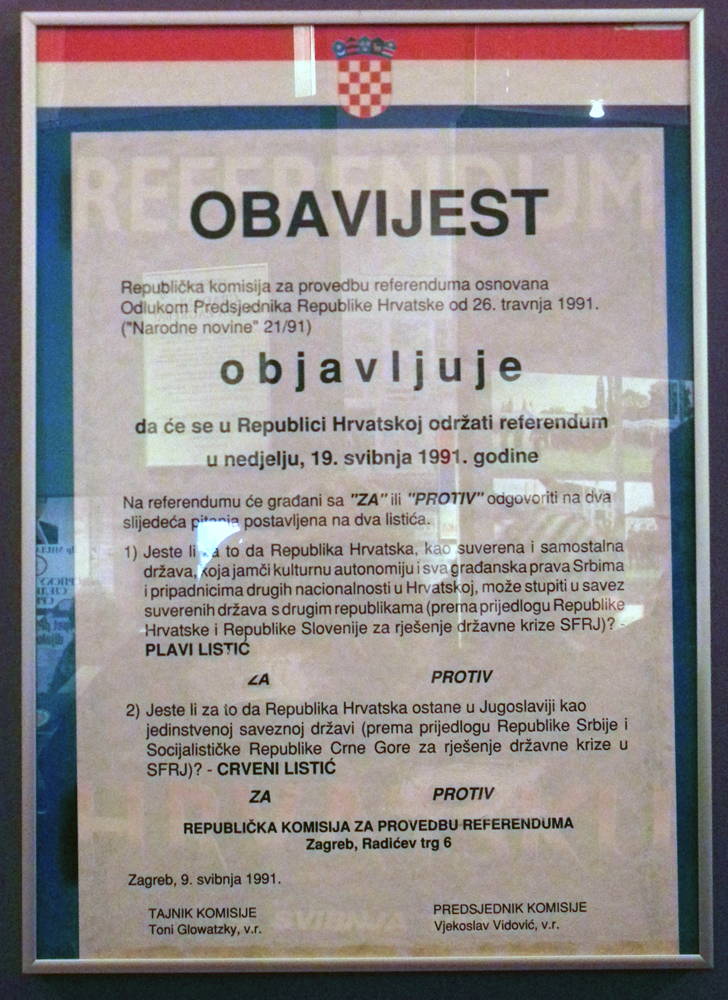
Bekanntmachung zum Referendum über die Unabhängigkeit im Museum für kroatische Geschichte

Am 25. April 1991 entschied das kroatische Parlament, am 19. Mai 1991 ein Unabhängigkeitsreferendum abzuhalten. Die Entscheidung wurde im Amtsblatt bzw. in der Volkszeitung der Republik Kroatien veröffentlicht und am 2. Mai 1991 offiziell bekannt gegeben.
Das Referendum bot zwei Möglichkeiten. Im ersten Fall würde Kroatien ein souveräner und unabhängiger Staat werden, der den kroatischen Serben und anderen nationalen Minderheiten in Kroatien eine kulturelle Autonomie sowie alle Bürgerrechte garantiert  und die Möglichkeit hat, ein Bündnis von souveränen Staaten mit anderen ehemaligen jugoslawischen Teilrepubliken einzugehen.  Im zweiten Fall würde Kroatien weiterhin ein Bundesstaat im vereinigten Jugoslawien bleiben. Die serbischen lokalen Behörden riefen zu einem Boykott des Unabhängigkeitsreferendums auf.

### Referendumsfragen

#### 1. Frage: Unabhängigkeit
„Jeste li za to da Republika Hrvatska, kao suverena i samostalna država, koja jamči kulturnu autonomiju i sva građanska prava Srbima i pripadnicima drugih nacionalnosti u Hrvatskoj, može stupiti u savez suverenih država s drugim republikama (prema prijedlogu Republike Hrvatske i Republike Slovenije za rješenje državne krize SFRJ)?“

„Sind Sie dafür, dass die Republik Kroatien als souveräner und unabhängiger Staat, welcher die kulturelle Autonomie und alle Bürgerrechte der Serben und der Angehörigen anderer Nationalitäten in Kroatien garantiert, ein Bündnis mit souveränen Staaten und anderen Republiken eingehen kann (gemäß dem Vorschlag der Republik Kroatien und Republik Slowenien zur Lösung der Staatskrise in der SFRJ)?“

#### 2. Frage: Verbleib bei Jugoslawien
„Jeste li za to da Republika Hrvatska ostane u Jugoslaviji kao jedinstvenoj saveznoj državi (prema prijedlogu Republike Srbije i Socijalističke Republike Crne Gore za rješenje državne krize u SFRJ)?“

„Sind Sie dafür, dass die Republik Kroatien in Jugoslawien, als einem gemeinsamen Bundesstaat, verbleibt (gemäß dem Vorschlag der Republik Serbien und der Sozialistischen Republik Montenegro zur Lösung der Staatskrise in der SFRJ)?“

### Ergebnis
Das Referendum wurde in insgesamt 7691 Wahllokalen abgehalten, in denen die Wähler jeweils zwei Stimmzettel erhielten – einen blauen und einen roten, mit jeweils einer der beiden Optionen bei dem sowohl ein oder beide Stimmzettel verwendet werden konnten. Die auf dem blauen Stimmzettel vorgelegte Frage über die staatliche Unabhängigkeit Kroatiens wurde von 93,24 Prozent befürwortet und 4,15 Prozent verneint, während 1,18 Prozent der abgegebenen Stimmenzettel entweder ungültig oder leer gewesen sind. Die zweite Frage des Referendums, ob Kroatien in Jugoslawien bleiben soll, wurde von 5,38 Prozent befürwortet und von 92,18 Prozent verneint, während 2,07 Prozent der Stimmen ungültig gewesen sind. An dem Referendum nahmen 3.051.881 Wähler teil. Dies entspricht einer Wahlbeteiligung von 83,56 Prozent.
Für die Unabhängigkeit sprachen sich 93,24 Prozent der Wähler aus.
|  |  |

|  |  |

|  |  |

|  |  |

|  |  |

|  |  |

|  |  |

|  |  |

Den Verbleib im föderalen Jugoslawien befürworteten nur 5,38 % der Wähler.
|  |  |

|  |  |

|  |  |

|  |  |

|  |  |

|  |  |

|  |  |

|  |  |

## Unabhängigkeitserklärung

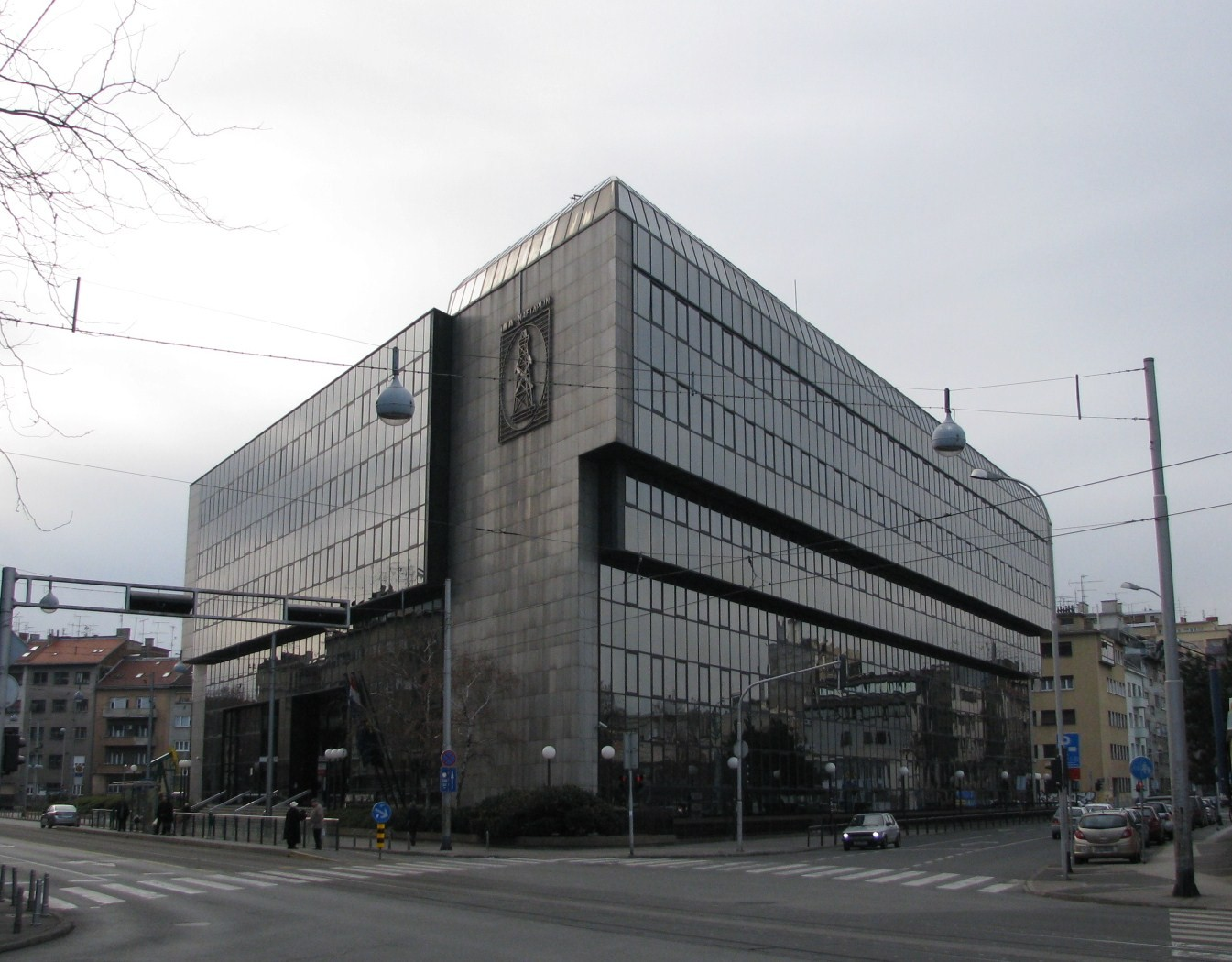
Die Parlamentssitzung vom 8. Oktober 1991 fand aus Sicherheitsgründen im INA Naftaplin-Gebäude in der Šubićer-Straße in Zagreb statt.

Kroatien erklärte, zusammen mit Slowenien, die Unabhängigkeit am 25. Juni 1991 und löste seine Verbindung mit Jugoslawien auf (kroatisch: razdruženje). Die Europäische Wirtschaftsgemeinschaft und die Konferenz über Sicherheit und Zusammenarbeit in Europa forderten die kroatischen Behörden auf, ein dreimonatiges Moratorium für die Entscheidung zu verhängen. Kroatien erklärte sich bereit, seine Unabhängigkeitserklärung für drei Monate einzufrieren, um zunächst die Spannungen abzubauen. Trotzdem eskalierte der kroatische Heimatskrieg weiter.
Am 7. Oktober 1991, dem Tag kurz vor Ablauf des Moratoriums, griffen die Jugoslawischen Luftstreitkräfte die Banusresidenz an, eines der wichtigsten Regierungsgebäude in Zagreb. Am 8. Oktober 1991 lief das Moratorium aus und das kroatische Parlament beendete alle verbleibenden Beziehungen zu Jugoslawien. Diese besondere Sitzung des Parlaments fand im INA-Gebäude in der Šubićer-Straße in Zagreb statt, aufgrund der großen Sicherheitsbedenken durch den jüngsten jugoslawischen Luftangriff. Der 8. Oktober wurde einige Zeit als Unabhängigkeitstag gefeiert und war somit auch ein Feiertag. Heute ist der 8. Oktober der Gedenktag des kroatischen Parlament und somit kein staatlicher Feiertag mehr.

## Anerkennung

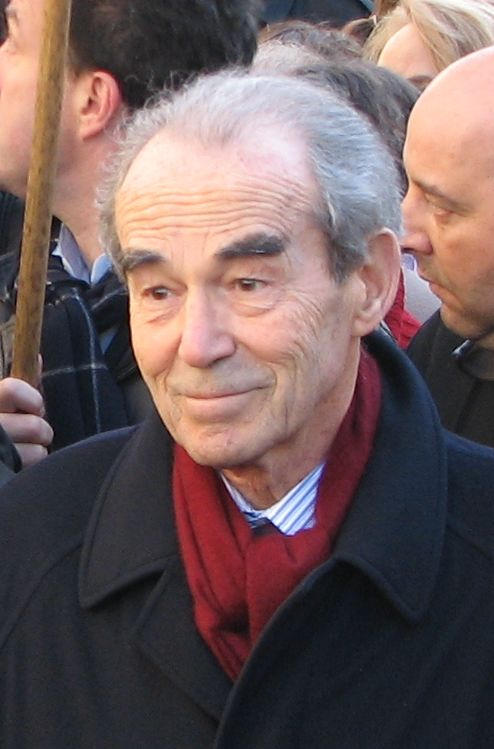
Robert Badinter präsidierte über die Badinter-Kommission

Die Badinter-Kommission wurde am 27. August 1991 vom Ministerrat der Europäischen Wirtschaftsgemeinschaft (EWG) eingerichtet, um den ehemaligen jugoslawischen Republiken Rechtsberatung und Kriterien für die diplomatische Anerkennung zu bieten. Gegen Ende des Jahres 1991 erklärte die Kommission unter anderem, Jugoslawien befinde sich im Auflösungsprozess und die inneren Grenzen der jugoslawischen Teilrepubliken könnten nicht geändert werden, es sei denn, dies wurde frei vereinbart. Faktoren für die Erhaltung der kroatischen Vorkriegsgrenzen, die 1947 von Abgrenzungskommissionen festgelegt wurden, waren die jugoslawischen Bundesverfassungsänderungen von 1971 und 1974, die gewährten, dass die souveränen Rechte von den föderalen Einheiten ausgeübt wurden und dass der Bund nur die Autorität hatte, die ihm von der Verfassung ausdrücklich übertragen wurde.
Die Bundesrepublik Deutschland befürwortete eine rasche Anerkennung Kroatiens und erklärte, die anhaltende Gewalt in den serbisch-bewohnten Gebieten stoppen zu wollen. Frankreich, das Vereinigte Königreich und die Niederlande lehnten dies ab, jedoch einigten sich die Länder darauf, einen gemeinsamen Ansatz zu verfolgen und einseitige Maßnahmen zu vermeiden. Am 10. Oktober 1991, zwei Tage nachdem das kroatische Parlament die Unabhängigkeitserklärung bestätigte, beschloss die EWG, jede Entscheidung zur Anerkennung Kroatiens um zwei Monate zu verschieben und die kroatische Unabhängigkeit in zwei Monaten anzuerkennen, sofern der Krieg bis dahin nicht beendet war. Nach Ablauf der Frist legte Deutschland seine Entscheidung vor, Kroatien anzuerkennen – eine Position, die von Italien und Dänemark unterstützt wurde. Frankreich und das Vereinigte Königreich versuchten, die Anerkennung zu verhindern, indem sie eine Resolution der Vereinten Nationen ausarbeiteten, in der keine einseitigen Maßnahmen gefordert wurden, die die Situation verschlechtern könnten. Sie traten jedoch während der Debatte des Sicherheitsrates der Vereinten Nationen am 14. Dezember zurück, als Deutschland entschlossen schien, sich der Resolution der Vereinten Nationen zu widersetzen. Am 17. Dezember stimmte die EWG offiziell der diplomatischen Anerkennung Kroatiens am 15. Januar 1992 zu. Die Badinter-Kommission erklärte, dass die Unabhängigkeit Kroatiens nicht sofort anerkannt werden sollte, da die neue kroatische Verfassung keinen von der EWG geforderten Schutz der Minderheiten vorsieht. Als Antwort darauf versicherte der kroatische Präsident Franjo Tuđman Robert Badinter schriftlich, dass dieses Defizit behoben werden würde. Die Republik Serbische Krajina erklärte am 19. Dezember 1991 offiziell ihre Sezession von Kroatien, jedoch wurde ihre Unabhängigkeit international nicht anerkannt. Am 26. Dezember 1991 kündigten die jugoslawischen Behörden Pläne für einen kleineren Staat an, der auch die von Kroatien eroberten Gebiete umfassen könnte, jedoch wurde dieser von der Generalversammlung der Vereinten Nationen abgelehnt.
Kroatien wurde erstmals am 26. Juni 1991, von der Republik Slowenien, als unabhängiger Staat anerkannt. Die Anerkennung durch Litauen folgte am 30. Juli 1991. Die Ukraine, Lettland, Island und Deutschland erkannten die Unabhängigkeit Kroatiens im Dezember 1991 an. Die EWG-Länder gewährten Kroatien am 15. Januar 1992 die Anerkennung und im Mai 1992 folgte die Aufnahme in die Vereinten Nationen.

### Nachwirkung

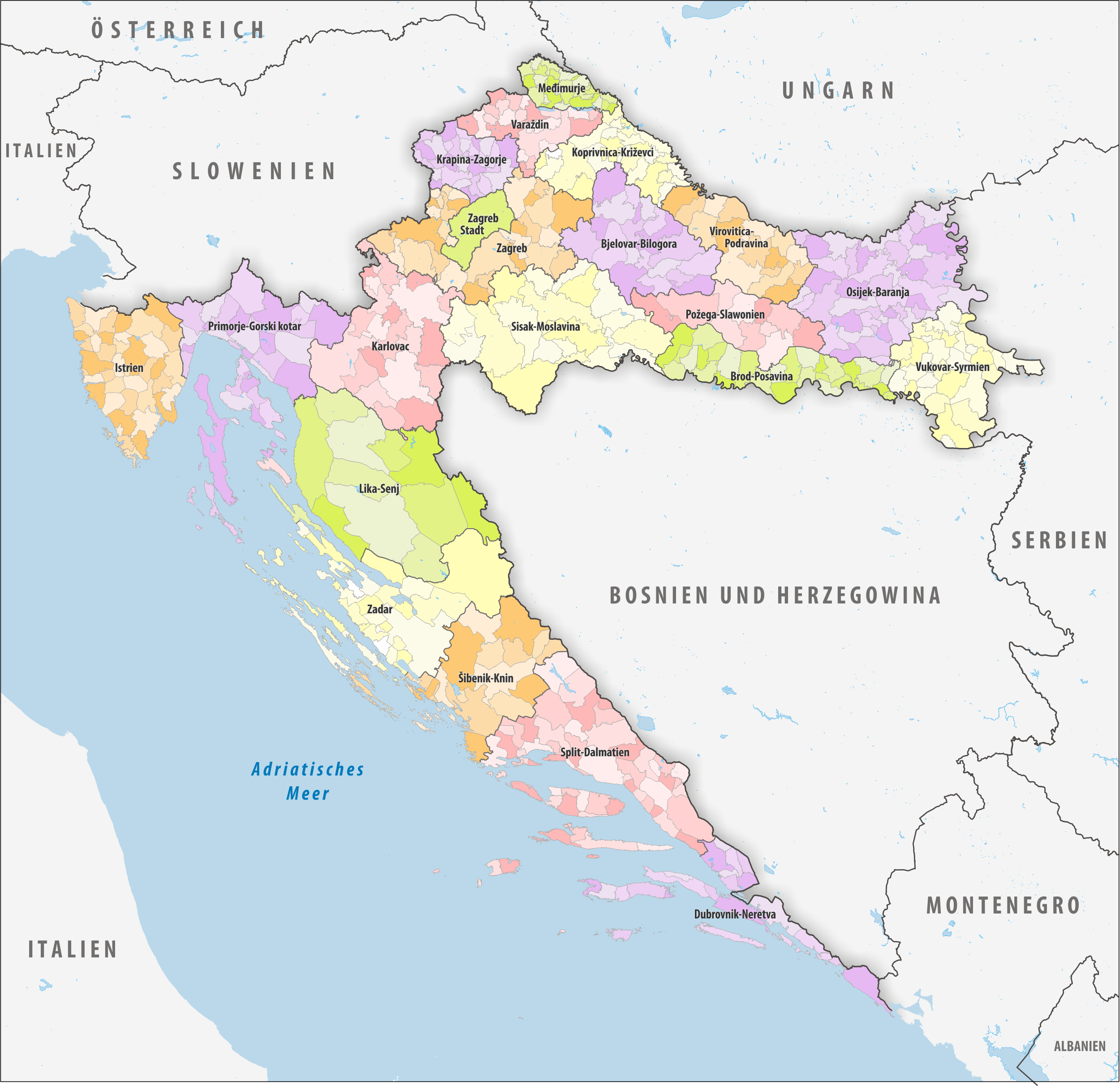
Karte der Republik Kroatien

Obwohl es sich um keinen staatlichen Feiertag handelt, ist der 15. Januar der Tag, an dem kroatische Medien und Politiker der internationalen Anerkennung Kroatiens gedenken. Zum 10-jährigen Jubiläum dieses Tages, im Jahr 2002, präsentierte die Kroatische Nationalbank eine 25-Kuna-Gedenkmünze.
In der Zeit nach der Unabhängigkeitserklärung eskalierte der Krieg mit der Schlacht um Vukovar, Belagerung von Dubrovnik und vielen Kämpfen in anderen Gebieten Kroatiens, bis der Waffenstillstand vom 3. Januar 1992 zu einer Stabilisierung und einer erheblichen Verringerung der Gewalt führte. Der Krieg endete effektiv im August 1995 mit einem entscheidenden Sieg für Kroatien infolge der kroatischen Großoffensive Militäroperation „Sturm“. Im Zuge dieser Großoffensive wurde der Hauptteil der Republik Serbische Krajina innerhalb von nur 85 Stunden zurückerobert.
Die heutigen Grenzen Kroatiens wurden im November 1995 mit dem Abkommen von Erdut wiederhergestellt, als die letzten serbisch-belagerten Gebiete Ostslawoniens an Kroatien zurückgegeben wurden. Der Prozess wurde im Januar 1998, mit der friedlichen Reintegration Ostslawoniens, abgeschlossen.